# Iglesia de San Martín de Porres (Ambrosio)
La Iglesia de San Martín de Porres ubicada en Ambrosio de Cabimas en el estado Zulia de Venezuela. Es una edificación de 1963. Constituye una Parroquia Eclesiástica.

## Historia
La parroquia fue creada en 1963. La construcción de la iglesia continuó luego de inaugurada la parroquia hasta culminar los trabajos en 1970. Está dedicada a San Martín de Porres, Santo Peruano y uno de los pocos santos negros del santoral católico. La iglesia se encuentra en la calle igualdad del sector Ambrosio, siendo la tercera iglesia construida en Cabimas. Desde 1965 paso a depender de la Diócesis de Cabimas. La parroquia ha sido madre de otras parroquias de Cabimas como la San Francisco de Asís (1988) de Francisco de Miranda y la San Pedro (2007) de las Delicias Nuevas.

## Arquitectura
La iglesia tiene un techo de concreto octogonal el cual desciende hasta el suelo, sin paredes, en el centro del techo tiene una cúpula de láminas azules y una cruz del mismo material. Tiene 2 entradas laterales y una entrada frontal. Es muy parecida a la San Vicente de Paúl de Maracaibo. Frente a la iglesia hay una imagen de San Martín de Porres en bronce, inaugurada en el 2013 para conmemorar el 50 aniversario de la parroquia.